# Mudejar

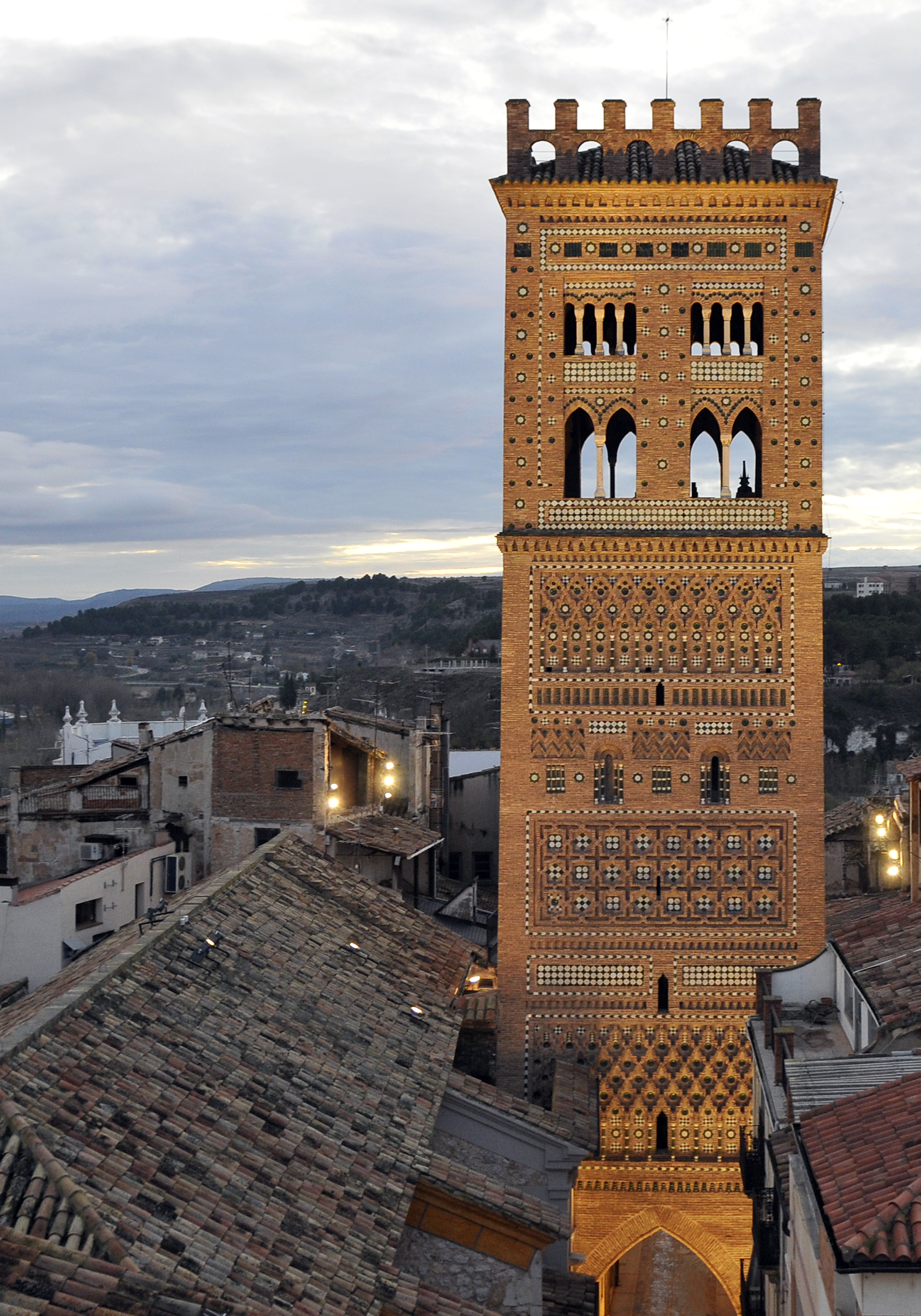
14de-eeuwse klokkentoren in Teruel, Spanje, een voorbeeld van de mudejarstijl

Mudejar (Spaans: Mudéjar) is een benaming die in Spanje werd gebruikt ter aanduiding van de plaatselijke moslims tijdens en na de reconquista.
Het is een verbastering van het Arabische woord mudajjan (دجن "temmen"). De mudéjares dienden zich te onderwerpen aan de niet-moslimautoriteiten in de gebieden die de christenen op het Iberisch Schiereiland heroverd hadden. Net zoals eerder de christenen (de Mozaraben) tijdens de moslimoverheersing het moslimgezag dienden te erkennen.
De bestuurders van de christelijke koninkrijken probeerden, vanaf het moment dat ze met de inname van Toledo in 1085 een grote moslimbevolking onder hun hoede kregen, een scheiding te maken tussen christenen, joden en moslims. Naar inspiratie van de islamitische dhimmi's werd aan de lokale moslim- en jodenbevolking vaak een vorm van godsdienstvrijheid en bescherming geboden. Daarbij speelden economische en financiële factoren een rol. De moslims waren vaak ambachtslieden of landbouwers en hun kennis en werkkracht kon gebruikt worden.
Iedere regio had zijn eigen regels, maar de beide minderheden waren genoodzaakt samen te leven in hun eigen gemeenschappen omdat dit de enige mogelijkheid was om hun religie te beoefenen. Door verordeningen werden moslims en ook joden soms gedwongen hoeden, insignes, kleren of zelfs bepaalde kapsels te dragen.

## Morisco
Na de val van Granada in januari 1492 veranderde de situatie van zowel joden als moslims. Met het Verdrijvingsedict, door Ferdinand II van Aragón en Isabella van Castilië op 31 maart 1492 uitgevaardigd, werden de joden verdreven.
De moslims hadden in het Verdrag van Granada in 1491 bepaalde rechten verworven. Deze werden echter binnen de 10 jaar ingetrokken onder impuls van Francisco Jiménez de Cisneros. De moslims werden gedwongen zich tot het christendom te bekeren en werden moriscos (morisken) genoemd.
Filips II van Spanje wantrouwde in zijn strijd tegen de Reformatie de geloofszekerheid van deze "bekeerlingen".
Uiteindelijk werden ze, door Filips III in de periode 1609–1614, gedwongen het land te verlaten. Deze verbanning van tienduizenden mensen, veelal uitstekende landbouwers, had tot gevolg dat in Andalusië en rond Valencia grote stukken landbouwgrond braak kwamen te liggen.
In die tijd kwam voor bekeerlingen de benaming marrano in zwang, dat varken betekent en een geringschattende verwijzing is naar het joodse verbod op het eten van varkensvlees. Het woord voor bekeerde joodse vrouwen, maranna, zou na verloop van tijd hoer of slet gaan betekenen.